# Coleção Shakespeare em Quadrinhos
Coleção Shakespeare em Quadrinhos é uma coleção de graphic novels publicada pela editora Nemo com quadrinizações de obras de William Shakespeare feitas por quadrinistas brasileiros. A coleção foi editada por Wellington Srbek.
O volume 4 da coleção ("A tempestade") ganhou o Troféu HQ Mix de melhor adaptação para os quadrinhos em 2013.

## Volumes da coleção
- Volume 1: Romeu e Julieta (Marcela Godoy e Roberta Pares)
- Volume 2: Sonho de uma noite de verão (Lillo Parra e Wanderson de Souza)
- Volume 3: Otelo (Jozz e Akira Sanoki)
- Volume 4: A tempestade (Lillo Parra e Jefferson Costa)
- Volume 5: Macbeth (Marcela Godoy e Rafael Vasconcellos)
- Volume 6: Hamlet de William Shakespeare (Wellington Srbek e Alex Shibao)
- Volume 7: Rei Lear (Jozz e Octavio Cariello)